# Peter Lassen
Pour l’article homonyme, voir Lassen.
Peter Lassen, né le 31 octobre 1800 et mort le 26 avril 1859, est un forgeron, prospecteur, franc-maçon et rancher dano-américain ayant traversé l'ouest américain au milieu du XIXe siècle. Il a donné son nom au pic Lassen, un volcan de Californie.